# Sielsowiet Ratajczyce
Sielsowiet Ratajczyce (biał. Ратайчыцкі сельсавет, ros. Ратайчицкий сельсовет) – sielsowiet na Białorusi, w obwodzie brzeskim, w południowo-zachodniej części rejonu kamienieckiego. 

## Położenie
Siedzibą sielsowietu są Ratajczyce. Jednostka podziału administracyjnego sąsiaduje:
- na północy z sielsowietem Bieławieżski,
- na południu z rejonem brzeskim (sielsowiety Łyszczyce i Czarnawczyce),
- na wschodzie z sielsowietami Widomla i Wojska,
- na zachodzie z sielsowietem Ogrodniki i miastem Wysokie,
- na północnym zachodzie z sielsowietem Raśna.

Przez sielsowiet przebiega droga republikańska R85. Najbliższa większa rzeka to Leśna.

## Skład
W skład sielsowietu wchodzi 13 miejscowości:
| Polska nazwa miejscowości | Nazwa białoruska                   | Nazwa rosyjska                     | Typ jednostki osadniczej |
| ------------------------- | ---------------------------------- | ---------------------------------- | ------------------------ |
| Barszczewo                | Баршчэва (Barszczewa)              | Борщево (Borszczewo)               | wieś                     |
| Zaraczany                 | Зарачаны (Zaraczany)               | Заречаны (Zarieczany)              | wieś                     |
| Chotynowo                 | Хацінава (Chacinawa)               | Хотиново (Chotinowo)               | wieś                     |
| Dołbniewo                 | Долбнева (Dołbniewa)               | Долбнево (Dołbniewo)               | wieś                     |
| Kolonia Kruhel            | Калонія Кругель (Kałonija Kruhiel) | Колония Кругель (Kołonija Krugiel) | wieś                     |
| Kruhel                    | Кругель (Kruhiel)                  | Кругель (Krugiel)                  | wieś                     |
| Kustycze                  | Кустычы (Kustyczy)                 | Кустичи (Kusticzi)                 | wieś                     |
| Minkowicze                | Мінкавічы (Minkawiczy)             | Минковичи (Minkowiczi)             | wieś                     |
| Murawczyce                | Мураўчыцы (Murauczycy)             | Муравчицы (Murawczicy)             | wieś                     |
| Ratajczyce                | Ратайчыцы (Ratajczycy)             | Ратайчицы (Ratajczicy)             | wieś                     |
| Szostakowo                | Шастакова (Szastakowa)             | Шестаково (Szestakowo)             | wieś                     |
| Trościanica               | Трасцяніца (Trascianica)           | Тростяница (Trostianica)           | wieś                     |
| Wygnanka                  | Выгнанка (Wyhnanka)                | Выгнанка (Wygnanka)                | wieś                     |

## Historia
W okresie międzywojennym miejscowości sielsowietu należały w większości do gminy Ratajczyce, jedynie Dołbniewo znajdowało się w gminie Wysokie Litewskie, obie w powiecie brzeskim województwa poleskiego II Rzeczypospolitej.
Sielsowiet Ratajczyce utworzono 12 października 1940 po wcieleniu Zachodniej Białorusi przez ZSRR. Do 7 września 2006 w skład sielsowietu wchodziły także 4 inne miejscowości włączone następnie do sielsowietu Widomla: Broniewicze, Demiańczyce, Młyny i Oleszkowicze 1.